# Europan Polska
Europan Polska - organizuje na terenie Polski międzynarodowe konkursy architektoniczne Europan dla młodych profesjonalistów z dziedzin architektury, inżynierii, planowania i budowy miast.
Europan 9 Polska to międzynarodowy konkurs architektoniczny Europan dla młodych profesjonalistów na koncepcję zagospodarowania i projekt architektoniczny dla terenu Czyste w Warszawie.